# Les hereves
Les hereves (títol original en francès, Les Héritières) és un telefilm francès dirigit per Nolwenn Lemesle i emès per primera vegada el 28 de maig de 2021 a la plataforma digital d'Arte i el 4 de juny del mateix any a la televisió a França i Alemanya. S'ha doblat i subtitulat al català.
Es tracta d'una pel·lícula dramàtica centrada en els destins de les joves adolescents suburbanes seleccionades per un programa d'igualtat d'oportunitats per integrar un institut reconegut per promoure el mèrit i lluitar contra la reproducció social en el sistema educatiu francès.

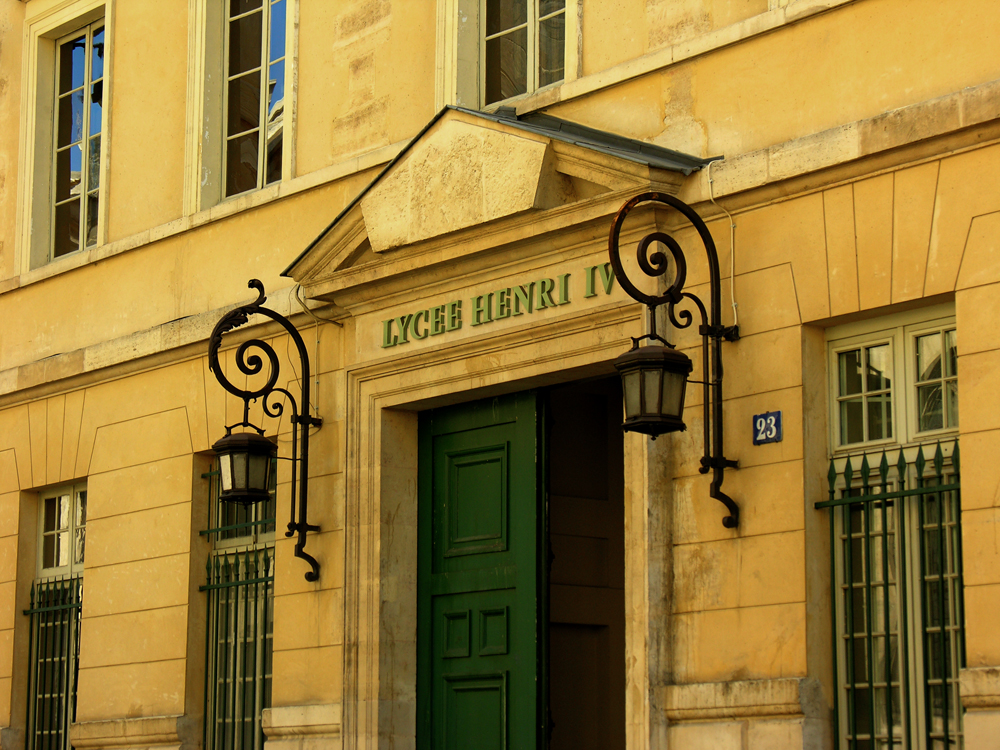
Entrada del liceu Henri IV de París.

El telefilm es va presentar a competició durant el 23è Festival TV de Luishon el 13 de març 2021, on va guanyar el Premi a la millor música original, compost per Ronan Maillard.